# Академическая (станция)
Академическая — железнодорожная станция на линии Санкт-Петербург — Москва, находится в деревне Заречье (Вышневолоцкий городской округ Тверской области).

## История
Станция, IV класса, была открыта 1 (13) ноября 1851 года, под названием — Зареченская, в составе Санкт-Петербурго-Московской железной дороги. Название происходит от близь лежащей деревни Заречье и было утверждено приказом МПС № 227 от 21 декабря 1850 года. После переименовании дороги 8 (20) сентября 1855 года, станция в составе Николаевской железной дороги, и в 1863 году получила официальное название в создаваемой сети железных дорог — Заречье.
Первоначально на станции было построено две каменные водонапорные башни (одна из которых сохранились до наших дней) и две деревянные высокие платформы, по обеим сторонам от путей. В 1866 году построен пассажирский дом (вокзал) размером 4,5 х 3,6 саж (9 × 7,2 м), в этом же году, в связи с удлинением состава поездов, производились работы по удлинению пассажирских платформ. В 1888 году на пассажирских платформах была произведена постройка навесов. Во время правления Главным обществом российских железных дорог, с 1868 по 1893 годы, на станции был увеличен деревянный вокзал, с размера 4,5 х 3,6 саж до 7,70 х 3,60 саж (15,4х7,2 м).
С 1885 года по 1913 год, согласно расписаниям поездов, станция получает двойное название — Заречье Академическая, а согласно тарифам постанционных расстояний, с 1886 года, название — Академическая. С 1913 года во всей железнодорожной литературе используется название — Академическая. В 1912 году пытались переименовать в «Турцевич», но приняли другое решение и переименования коснулась станции Боровенка.
С 27 февраля 1923 года, после переименовании дороги, станция в составе Октябрьской железной дороги, приказом НКПС № 1028 от 20 августа 1929 года в составе Октябрьских железных дорог, с 1936 года в составе Октябрьской железной дороги.
Согласно тарифному руководству № 4 от 1965 года, станция производит операции по приёму и выдачи повагонных грузов, допускаемых к хранению на открытых площадках, по хранению грузов повагонными и мелкими отправками, загружаемых целыми вагонами на подъездных путях и местах необщего пользования, продажа билетов на все пассажирские поезда, приём и выдача багажа. Согласно тарифному руководству № 4 от 1985 года, станция выполняет операции по приёму и выдачи грузов повагонными и мелкими отправками, загружаемых целыми вагонами, только на подъездных путях и местах необщего пользования, продажа билетов на все пассажирские поезда, приём и выдача багажа. Согласно тарифному руководству № 4 от 1985 года приём и выдача багажа не производится.
В 1971 году присвоен код ЕСР № 0725, 1975 году присвоен новый код ЕСР № 07250., с 1985 года новый код АСУЖТ (ЕСР) № 062900. В 1982 году станции присвоен код Экспресс-2 № 20457, с 1994 года новый код Экспресс-3 № 2004457.